# DKP 1949-1955
|  | Denne artikel er oprettet af botten Steenthbot ud fra en ekstern database. Den kan derfor have sproglige fejl eller mangler. Denne skabelon kan fjernes efter kontrol af indholdet. |

DKP 1949-1955 er en dansk dokumentarisk optagelse fra 1955.

## Handling
Private feriebilleder fra Hundested og omegn, færgerejse og Nyborg Slot, samt optagelse af et svanepar med unger. Klip til hvad der formodes at være en ungdomsfestival i Warszawa. Konferencesal med skilt i baggrunden: "16. parti kongres" samt kæmpebilleder af Stalin og Lenin. Artistoptræden på en udendørsscene. Mere festival. Tyske meget kornede optagelser fra rustningsindustrien - fabrikker, der producerer våben og ammunition. Klip fra den spanske borgerkrig: Luftbombardementer og mennesker på flugt. Land og Folk-forside fra 26. januar 1946 - trykning og distribution af bladet 1. maj 1949.